# Notarctia mormonica
Notarctia mormonica är en fjärilsart som beskrevs av Berthold Neumoegen 1885. Notarctia mormonica ingår i släktet Notarctia och familjen björnspinnare. Inga underarter finns listade i Catalogue of Life.